# TGパワー
株式会社TGパワーは東京都渋谷区に本社を置く、再生可能エネルギーの開発・販売業者。

## 概要

### 事業内容
主要事業は、PPAモデル(第三者所有モデル)を用いた太陽光発電設備の設置、保守、運用。

## 沿革
2020年に株式会社ティーガイアの100％出資子会社となる。